# Territoire de l'Alaska
1912–1959
Entités précédentes :
- Amérique russe

Entités suivantes :
- Alaska

Le territoire de l'Alaska (en anglais : Territory of Alaska ou Alaska Territory) est un territoire organisé des États-Unis qui a existé entre 1912 et 1959, date année où il est devenu un État des États-Unis. Le territoire était auparavant l'Amérique russe (1784–1867) ; le département de l'Alaska (1867–1884) puis le district de l'Alaska (1884–1912). 